# 2374 Vladvysotskij
2374 Vladvysotskij је астероид главног астероидног појаса са средњом удаљеношћу од Сунца која износи 3,094 астрономских јединица (АЈ).
Апсолутна магнитуда астероида је 11,5.